# 萨哈娜·普拉丹
萨哈娜·普拉丹（英語：Sahana Pradhan，1927年6月17日—2014年9月22日）是一名尼泊尔政治家，曾任尼泊尔外交部长。

## 生平
1927年，萨哈娜·普拉丹出生在尼泊尔的一个尼尔瓦人家庭，早年曾参加反对拉纳家族（Rana）的民主运动和女权运动。
1986年，普拉丹接替巴拉拉姆·乌帕德亚雅（Balaram Upadhyaya）担任尼泊尔共产党 (普斯巴·拉尔)的总书记职位。
1987年，尼泊尔共产党 (普斯巴·拉尔)并入了尼泊尔共产党 (马克思主义) (1986-1991)。
1998年，尼泊尔共产党 (联合马列)开始分裂，她加入了尼泊尔共产党 (马列主义) (1998)。
2002年，尼泊尔共产党 (马列主义) (1998)并入尼泊尔共产党 (联合马列)。
2003年，尼泊尔共产党 (联合马列)第七届党代会，普拉丹入选该党中央委员会。
2008年，尼泊尔选举，作为尼泊尔共产党 (联合马列)的2名候选人之一，她当选了尼泊尔外交部长。

## 家庭
普拉丹的丈夫是尼泊尔共产主义领导人普斯巴·拉尔·斯雷斯塔，他建立了尼泊尔共产党 (普斯巴·拉尔)，1978年去世，巴拉拉姆·乌帕德亚雅（Balaram Upadhyaya）接任总书记。